# Évora (São Mamede, Sé, São Pedro e Santo Antão)
Évora (São Mamede, Sé, São Pedro e Santo Antão) (llamada oficialmente União das Freguesias de Évora (São Mamede, Sé, São Pedro e Santo Antão)) es una freguesia portuguesa del municipio de Évora, distrito de Évora.

## Historia
Fue creada el 28 de enero de 2013 en aplicación de una resolución de la Asamblea de la República de Portugal promulgada el 16 de enero de 2013 con la unión de las freguesias de Santo Antão, São Mamede y Sé e São Pedro, pasando su sede a estar situada en la antigua freguesia de São Mamede.

## Demografía
| Gráfica de evolución demográfica de Évora (São Mamede, Sé, São Pedro e Santo Antão) entre 2011 y 2021 |
| |
| Datos según el nomenclátor publicado por el INE portugués.                                            |